# Anagyrus gaudens
Anagyrus gaudens är en stekelart som först beskrevs av Kerrich 1982.  Anagyrus gaudens ingår i släktet Anagyrus och familjen sköldlussteklar. Inga underarter finns listade i Catalogue of Life.